# Parasemidalis fuscipennis
Parasemidalis fuscipennis là một loài côn trùng trong họ Coniopterygidae thuộc bộ Neuroptera. Loài này được Reuter miêu tả năm 1894.